# Балша III
Балша III (Балша Стратимирович) (1387 — 28 апреля 1421) — шестой и последний господарь Зеты из династии Балшичей (1403—1421). Единственный сын Георгия II Балшича и Елены Лазаревич.

## Правление
В апреле 1403 года после смерти своего отца Георгия II Балшича (1385—1403) от ран, полученных им в битве при Триполье (1402), 17-летний Балша III унаследовал княжеский престол Зеты. Так как он был еще молод и неопытен, его главным советником стала его мать Елена Сербская, вдова Георгия. Елена Лазаревич была дочерью сербского деспота Лазаря Хребеляновича и сестрой Стефана Лазаревича. Под влиянием своей матери Балша вернулся в лоно православной церкви, но остался терпим к католикам.
В первые годы правления Балши III началась Первая Скадарская война (1405—1412). В 1405 году венецианцы захватили города Улцинь, Бар и Будва. После этого Балша вынужден был признать себя вассалом Османской империи. Воспользовавшись тем, что венецианцы в 1409 году приобрели права на Далмацию от короля Неаполитанского Владислава и переключились на борьбу за контроль над далматинскими городами, в 1412 году он отвоевал город Бар. Венецианская республика вынуждена была вернуть Балше ранее захваченные территории. В 1413 году господарь построил храм в честь Святого Николая в Прасквицком монастыре.

Владения Венеции Балши III Балшича

После того как Венеция ввязалась в распрю с венграми и турками, в 1418 году Балша начал Вторую Скадарскую войну (1419—1426). В 1418 году он захватил Скадар и предпринял неудачную попытку овладеть Будвой и Луштицей с соляными копями. В следующем году князь Зеты предпринял неудачную попытку отбить Будву. В том же 1419 году Балша направился в Белград на переговоры со Стефаном Лазаревичем. Он больше не возвращался в Зету, так как скончался во время своей поездки. Так как единственный сын Балши умер в детстве, род Балшичей пресёкся, а Зета отошла к дяде Балши III деспоту Сербии Стефану Лазаревичу.
После смерти Балши III Сербский деспотат и Венецианская республика разделили его владения.

## Брак и дети
В 1407 году Балша III первым браком женился на Маре Топия, дочери Никиты и внучке Карла Топия. Дети:
- Елена (1407—1453), муж — Стефан Вукшич Косача, воевода Герцеговины, герцог Захумья и Приморья, а также герцог Святого Саввы.

В 1412 или начале 1413 года он вторично женился на Боле, дочери албанского феодала Коджи Захарии. Дети:
- сын (умер в 1415)
- Теодора (? — после 1456), муж — воевода Боснии Пётр Войсалич